# 1932年ウィンブルドン選手権
1932年 ウィンブルドン選手権（1932ねんウィンブルドンせんしゅけん、The Championships, Wimbledon 1932）に関する記事。イギリス・ロンドン郊外にある「オールイングランド・ローンテニス・アンド・クローケー・クラブ」にて開催。

## シード選手

### 男子シングルス
1. アンリ・コシェ　（2回戦）
2. エルスワース・バインズ　（初優勝）
3. フランク・シールズ　（ベスト8）
4. フレッド・ペリー　（ベスト8）
5. シドニー・ウッド　（ベスト8）
6. ヘンリー・オースチン　（準優勝）
7. ジャン・ボロトラ　（4回戦）
8. ジャック・クロフォード　（ベスト4）

### 女子シングルス
1. ヘレン・ウィルス・ムーディ　（優勝、2年ぶり5度目）
2. シモーヌ・マチュー　（ベスト4）
3. ヒルデ・クラーヴィンケル　（ベスト8）
4. アイリーン・ベネット　（ベスト8）
5. ヘレン・ジェイコブス　（準優勝）
6. ベティ・ナットール　（ベスト8）
7. ロレット・パヨー　（3回戦）
8. ドロシー・ラウンド　（ベスト8）

### 男子ダブルス
1. ウィルマー・アリソン＆ ジョン・バン・リン
2. ジャック・クロフォード＆ ハリー・ホップマン
3. フレッド・ペリー＆ ジョージ・ヒューズ
4. ジャン・ボロトラ＆ ジャック・ブルニョン

### 女子ダブルス
1. ベティ・ナットール＆ アイリーン・ベネット
2. エリザベス・ライアン＆ ヘレン・ジェイコブス
3. ドロシー・シェパード＝バロン＆ フィリス・キング
4. ドリス・メタクサ＆ ヨサンヌ・シガール

### 混合ダブルス
1. エルスワース・バインズ＆ ヘレン・ウィルス・ムーディ
2. アンリ・コシェ＆ アイリーン・ベネット
3. ジャック・ブルニョン＆ シモーヌ・マチュー
4. エンリケ・マイアー＆ エリザベス・ライアン
5. ウィルマー・アリソン＆ ヘレン・ジェイコブス
6. ハリー・ホップマン＆ ヨサンヌ・シガール
7. パトリック・スペンス＆ ベティ・ナットール
8. グレゴリー・マンジン＆ サラ・ポールフリー

## 大会経過

### 男子シングルス
準々決勝
- 佐藤次郎 vs.  シドニー・ウッド　7-5, 7-5, 2-6, 6-4
- ヘンリー・オースチン vs.  フランク・シールズ　6-1, 9-7, 5-7, 6-1
- ジャック・クロフォード vs.  フレッド・ペリー　7-5, 8-6, 2-6, 8-6
- エルスワース・バインズ vs.  エンリケ・マイアー　6-2, 6-3, 6-2

準決勝
- ヘンリー・オースチン vs.  佐藤次郎　7-5, 6-2, 6-1
- エルスワース・バインズ vs.  ジャック・クロフォード　6-2, 6-1, 6-3

### 女子シングルス
準々決勝
- ヘレン・ウィルス・ムーディ vs.  ドロシー・ラウンド　6-0, 6-1
- メアリー・ヒーリー vs.  アイリーン・ベネット　6-4, 6-0
- ヘレン・ジェイコブス vs.  ヒルデ・クラーヴィンケル　6-2, 6-4
- シモーヌ・マチュー vs.  ベティ・ナットール　6-0, 6-3

準決勝
- ヘレン・ウィルス・ムーディ vs.  メアリー・ヒーリー　6-2, 6-0
- ヘレン・ジェイコブス vs.  シモーヌ・マチュー　7-5, 6-1

## 決勝戦の結果
男子シングルス
- エルスワース・バインズ vs.  ヘンリー・オースチン　6-4, 6-2, 6-0

女子シングルス
- ヘレン・ウィルス・ムーディ vs.  ヘレン・ジェイコブス　6-3, 6-1

男子ダブルス
- ジャン・ボロトラ＆ ジャック・ブルニョン vs.  フレッド・ペリー＆ ジョージ・ヒューズ　6-0, 4-6, 3-6, 7-5, 7-5

女子ダブルス
- ドリス・メタクサ＆ ヨサンヌ・シガール vs.  エリザベス・ライアン＆ ヘレン・ジェイコブス　6-4, 6-3

混合ダブルス
- エンリケ・マイアー＆ エリザベス・ライアン vs.  ハリー・ホップマン＆ ヨサンヌ・シガール　7-5, 6-2